# بيت الشبيبي (القفر)

تعديل مصدري - تعديل

بيت الشبيبي محلة تابعة لقرية هبران، التابعة لعزلة بني سيف العالي بمديرية القفر إحدى مديريات محافظة إب في الجمهورية اليمنية، بلغ تعداد سكانها 24 حسب تعداد اليمن لعام 2004.